# Čegrane
Čegrane (makedonsky: Чегране; albánsky: Çegran) je vesnice v Severní Makedonii. Nachází se v opštině Gostivar v Položském regionu. 
Leží 7 km východně od města Gostivar a dříve byla sídlem opštiny Čegrane (později sloučena s opštinou Gostivar). Žije zde více než 6 000 obyvatel. 

## Historie
Na počátku 19. století byla vesnice Čegrane albánskou vesnicí v Tetovské ejáletu, který ovládala Osmanská říše. Podle statistiky Vasila Kančova z roku 1900 zde žilo 800 muslimských Albánců. V roce 1913 se vesnice stala součástí Srbského království, stejně jako celé území dnešní Severní Makedonie. Podle ruského slavisty Afanasije Seliševa byla vesnice v roce 1929 centrem opštiny, pod kterou spadalo dalších 5 vesnic. 

## Demografie
Podle sčítání lidu z roku 2021 žije ve vesnici 4 022 obyvatel. Etnickými skupinami jsou:
- Albánci – 3 832
- Bosňáci – 1
- Valaši – 1
- ostatní – 188

| Rok          | 1900 | 1948  | 1953  | 1961  | 1971  | 1981  | 1994  | 2002  | 2021  |
| ------------ | ---- | ----- | ----- | ----- | ----- | ----- | ----- | ----- | ----- |
| Obyvatelstvo | 800  | 2 474 | 2 825 | 3 216 | 3 216 | 5 639 | 6 743 | 6 748 | 4 022 |